# Ambassadors Theatre
Pour les articles homonymes, voir Ambassadeur (homonymie).
Pour l’article homonyme, voir Ambassador Theatre (New York).
L'Ambassadors Theatre est un théâtre du West End situé à Londres dans West Street, près de Cambridge Circus sur la Charing Cross Road dans la cité de Westminster.
Construit dans l’intention d’en faire un lieu intime, il est l’un des plus petits théâtre du West End, avec une capacité de 444 places.
Sa construction, due à l'architecte W. G. R. Sprague (en), est entreprise en 1913, mais les travaux sont arrêtés pendant trois années du fait de la Seconde Guerre mondiale.
L'Ambassadors Theatre est situé en face du célèbre restaurant The Ivy, repaire favori des gens de théâtre. 
Il est classé, en mars 1973, GradeII par l’English Héritage.
En 1996, le site a été racheté par l'Ambassador Theatre Group, désormais le plus important exploitant de salles dans le West End.
Renommé New Ambassadors Theatre en 1999, il a d'abord été divisé en deux petits espaces (en créant un faux plancher au niveau du cercle) et utilisés par le Royal Court, avant de reprendre son nom d'origine.

## Productions
Vivien Leigh fait ses débuts au West End theatre aux Ambassadors, dans The Mask de Virtue en 1935; pièce dans laquelle Laurence Olivier la voit pour la première fois. 
La Souricière (The Mousetrap) d’Agatha Christie y est joué de 1952 à 1974, avant d’être transférée dans un établissement voisin, plus grand, le Saint-Martin’s theatre, où elle est toujours jouée.
Propriétaire : Stephen Waley-Cohen
5 juin 1913